# 日本基督教団日本橋教会

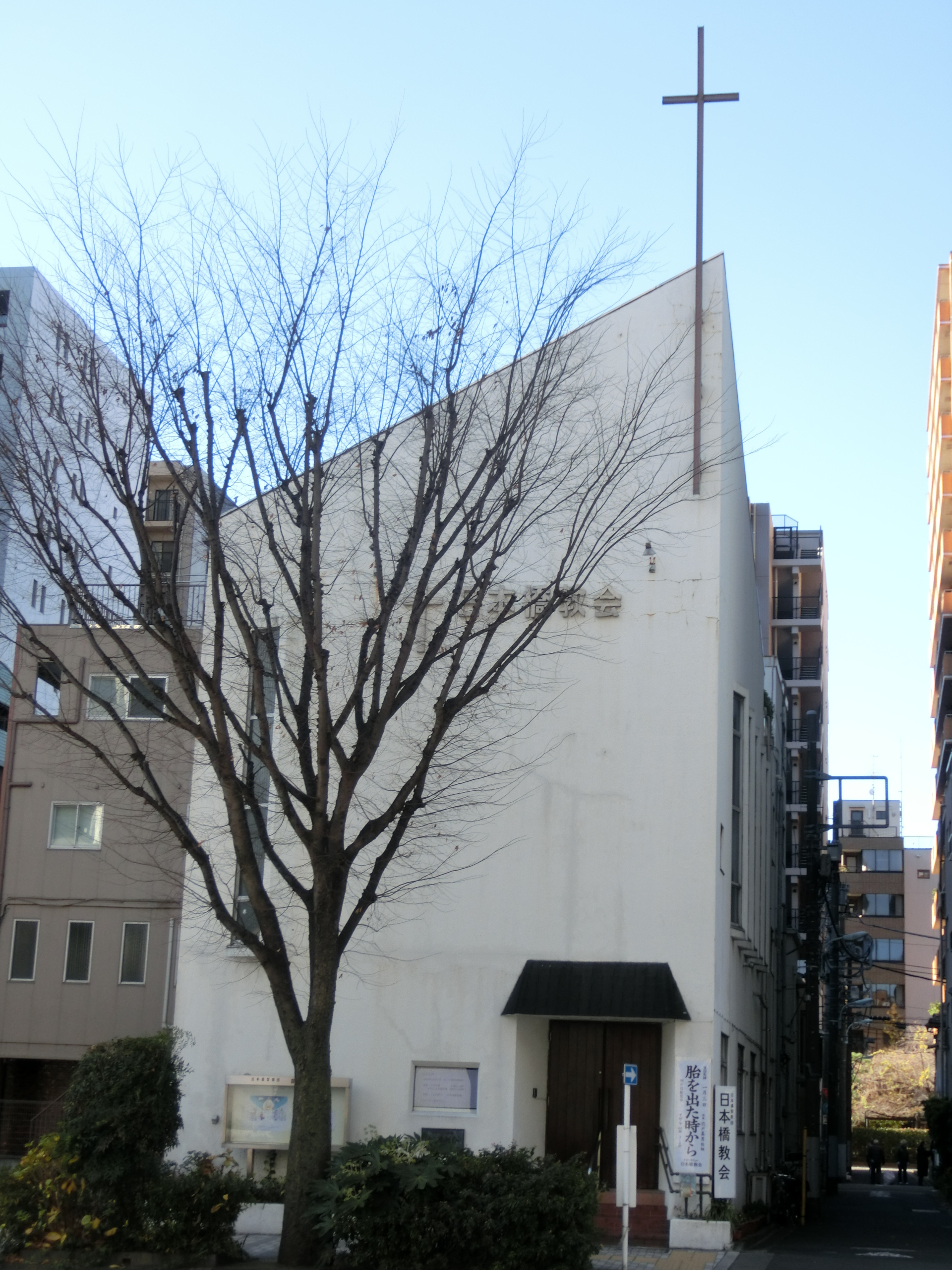
日本基督教団日本橋教会

日本基督教団日本橋教会（にほんきりすときょうだんにほんばしきょうかい）は、東京にある日本基督教団の教会である。
東京日本基督公会（新栄教会）の創立者の一人であった北原義道の、日本橋区革屋町の自宅での1873年の集会が始まりである。1879年11月22日に北原家で小川義綏の司式により、日本一致日本橋教会（日本基督一致教会日本橋教会）という名称で創立した。
1880年に初代牧師として北原義道が就任する。東京日本基督公会から島金兵衛、谷崎金蔵、森田みとなど21名が加わった。1889年には北原が辞任するが、1890年には会員数が200名になった。
しかし、教会の青年たちが組織していた日本橋青年倶楽部が対立するようになり、別の場所で集会を持つようになった。そこへ、プリマス・ブレズレンの宣教師ハーバード・ブランドが指導するようになった。そこで、1891年まで71名が退会し、プリマス・ブレズレン派になった。
1900年に一番町教会（富士見町教会）から、北山巌を迎えて教会を再建する。1893年には本銀町に赤煉瓦作りの会堂を建設する。1912年に関東大震災で被災し、会堂が倒壊する。1926年に浜町2丁目の現在の場所に会堂を再建する。しかし、1945年3月の東京大空襲で会堂は焼失する。1950年再び会堂を再建する。